# گیش‌ماهی شیاد
گیش‌ماهی شیاد (نام علمی: Carangoides talamparoides) نام یک گونه از سرده گیش‌ماهی‌های گرمسیری است.